# Scaptotrigona barrocoloradensis
Scaptotrigona barrocoloradensis är en biart som först beskrevs av Schwarz 1951.  Scaptotrigona barrocoloradensis ingår i släktet Scaptotrigona och familjen långtungebin. Inga underarter finns listade i Catalogue of Life.

## Bildgalleri

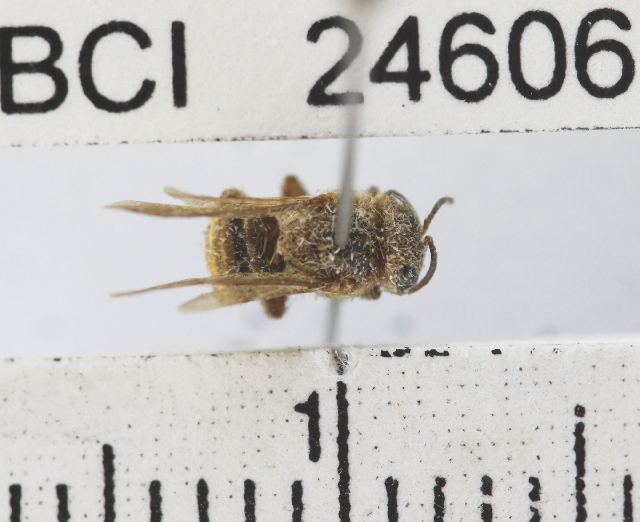